# Kateřina Adamcová
Kateřina Adamcová (* 23. ledna 1974 Ostrov nad Ohří) je česká historička umění, pracovnice Ústavu pro dějiny umění filozofické fakulty Univerzity Karlovy.

## Život a pracovní kariéra
V roce 1997 absolvovala studium na Institutu základů vzdělanosti při Univerzitě Karlově v Praze (pozdější Fakulta humanitních studií) a v roce 1999 obor dějiny umění na Filosofické fakultě UK. V letech 2000–2007 pokračovala doktorským studiem v Ústavu pro dějiny umění při Filosofické fakultě UK, které zakončila obhájením disertační práce a získáním titulu Ph.D. v oboru Dějiny výtvarného umění.
V letech 1997–2000 působila jako odborný garant ve Státním ústavu památkové péče středních Čech v Praze v oddělení ochrany architektonických památek, a později v letech 2001–2012 v Národním památkovém ústavu na ústředním pracovišti v Praze v oddělení restaurování sochařských, malířských děl a děl uměleckého řemesla.
Od roku 2011 se v Ústavu pro dějiny umění věnuje pedagogické činnosti a od roku 2014 zastává funkci tajemnice ústavu. K jejímu odbornému zaměření patří zejména barokní architektura a sochařství, včetně církevních památek a problematiky mariánských, trojičních a dalších světeckých sloupů v Čechách a na Moravě.

## Publikační činnost (výběr)
- Jan Adam Dietz a sochařská dílna v Jezeří u Jirkova. Průzkumy památek, II/2010, roč. XVII., Praha 2010, s. 7–36, ISSN 1212-1487
- Lysá nad Labem, sochařská výzdoba zámeckého parku. Národní památkový ústav, Praha 2011
- Dominik Braun – štafíř nebo sochař?. Průzkumy památek, II/2012, roč. XIX., Praha 2012, s. 56–59, ISSN 1212-1487
- Spletité osudy sochy sv. Františka Na Františku v Lysé nad Labem. Zprávy památkové péče 6, roč. 72, Praha 2012, příloha, s. 514–517, ISSN 1210-5538
- Smutný příběh náhrobků na Olšanech – naděje na obrat? (s Vojtěchem Adamcem). Věstník Klubu Za starou Prahu, roč. 42 (13), č. 2 (2012), s. 19–23
- Transfery dvou sousoší na Karlově mostě. Nový pohled na sochařskou dílnu Jana Brokoffa v době okolo roku 1710. Průzkumy památek I/2013, roč. XX, Praha 2013, s. 93–116, ISSN 1212-1487
- Geneze a proměny mariánských, trojičních a dalších světeckých sloupů a pilířů v období baroka v Čechách. Průzkumy památek II/2014, roč. XXI, Praha 2014, s. 89–110, ISSN 1212-1487
- Nečekané setkání s barokem v díle Bohuslava Schnircha. Zprávy památkové péče 2, roč. 76, Praha 2016, s. 206–213
- Mariánský sloup na Hradčanském náměstí (s Pavlem Zahradníkem). Nakladatelství Karolinum, Praha 2017, 295 s. ISBN 978-80-246-3549-1